# Zdravko Krivokapić
Zdravko Krivokapić (Kirin Serbia: Здравко Кривокапић, phát âm [zdr̩aʋko kr̩iʋokapitɕ]; sinh ngày 2 tháng 9 năm 1958) là một giáo sư kỹ thuật cơ khí, nhà văn và chính trị gia người Montenegro, người đã giữ chức Thủ tướng Montenegro kể từ ngày 4 tháng 12 năm 2020.
Ngoài chức vụ giáo sư tại Đại học Montenegro và Đông Sarajevo, ông còn là một trong những người sáng lập tổ chức phi chính phủ có tên "Chúng tôi sẽ không từ bỏ Montenegro", được thành lập bởi các giáo sư và trí thức người Montenegro để ủng hộ Giáo hội Chính thống giáo Serbia ở Montenegro sau khi một luật tôn giáo gây tranh cãi đã nhắm đến địa vị pháp lý và tài sản của Giáo hội.
Các quan điểm chính trị và sự xuất hiện trước công chúng của ông thường được xác định là ôn hòa, chống tham nhũng, dân chủ Cơ đốc giáo, thân châu Âu và tự do kinh tế, cũng như ủng hộ Giáo hội, lợi ích của sắc tộc Serbia và bảo thủ văn hóa.